# 黒茶
黒茶（こくちゃ、くろちゃ）は、中国茶のうち、麹菌等により数か月以上発酵させる後発酵製法により作られる茶をいう。プーアル茶など。

黒茶
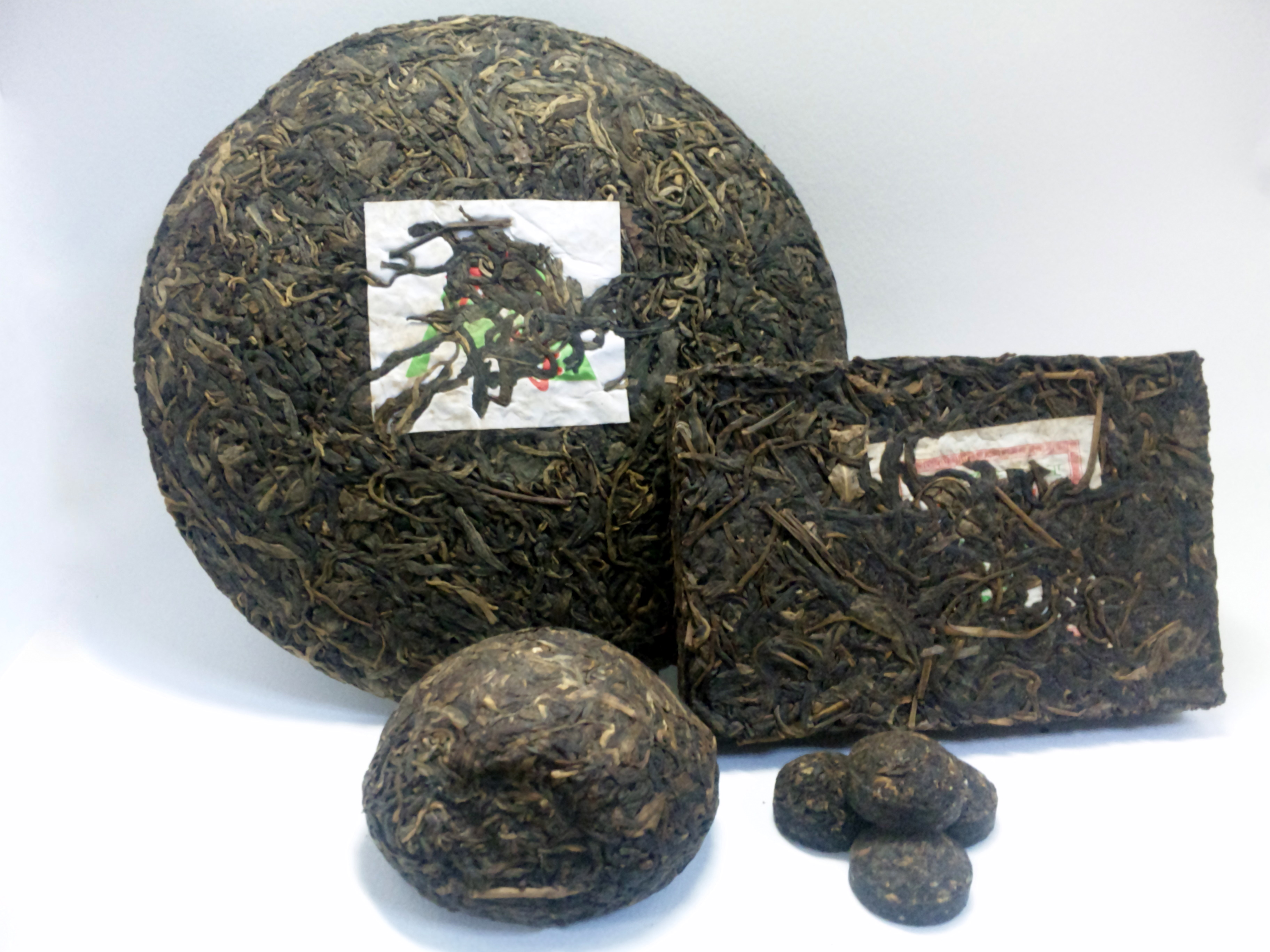
様々な形状の緊圧茶。茶葉はすべて普洱茶である。
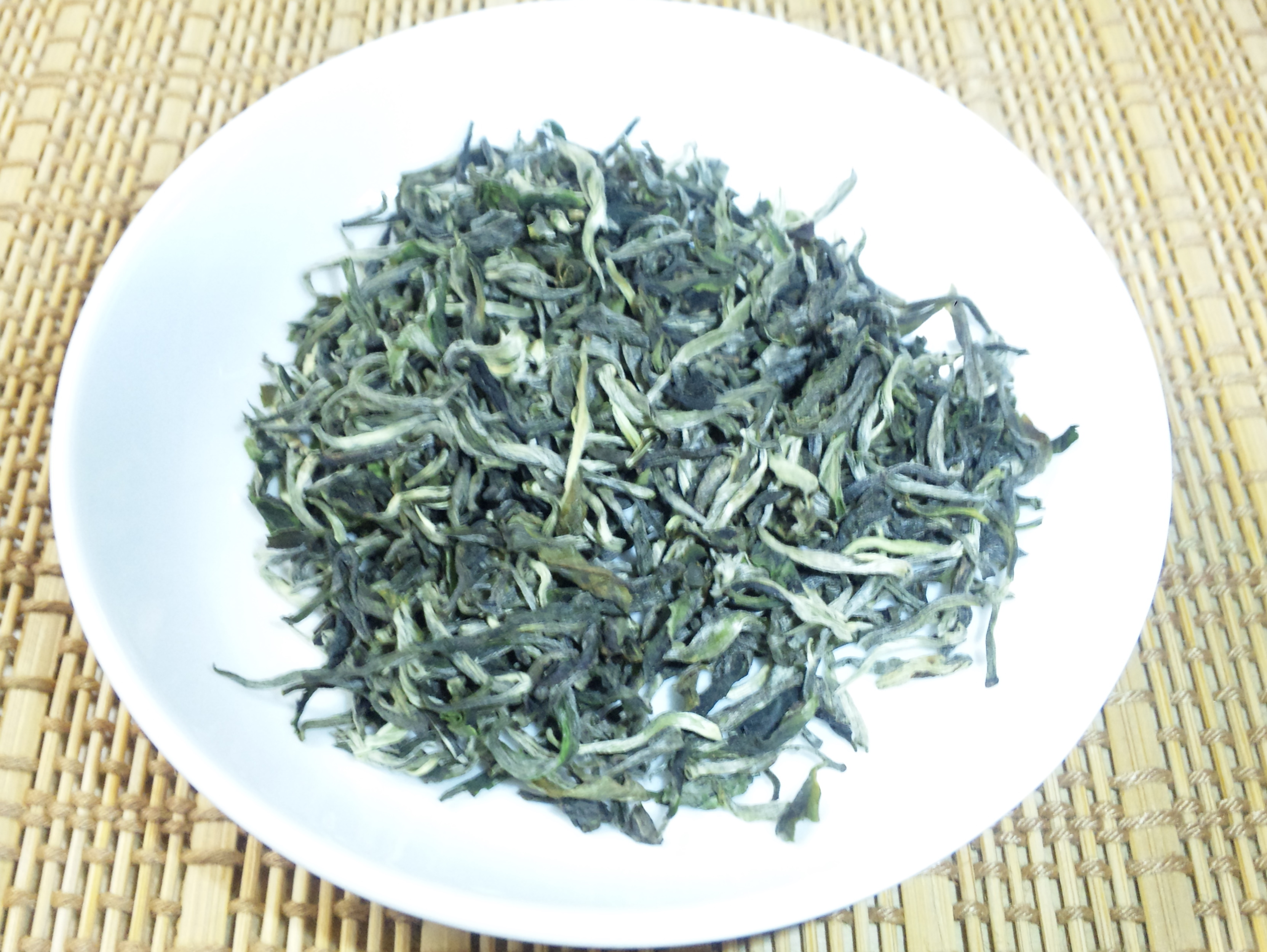
普洱茶の生茶・散茶
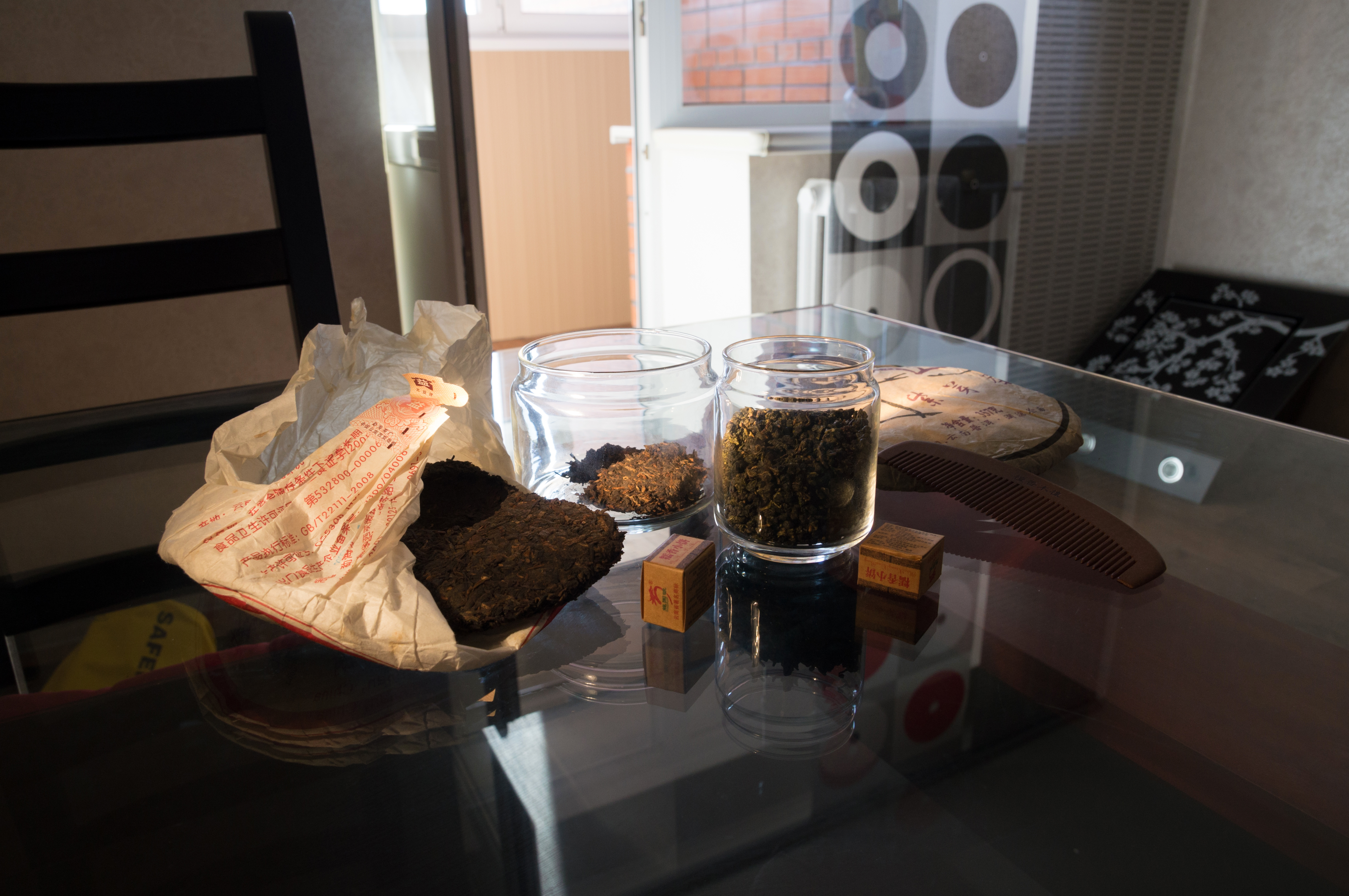
プーアル茶

## 定義
黒茶は一般的には後発酵茶（微生物をつけて発酵させた茶）として説明される事が多い。
一方、茶類の分類を定めたISO  20715:2023では黒茶を製法の観点から以下のように定義している：
tea (3.2) derived solely and exclusively, and produced by acceptable processes, notably enzyme inactivation, rolling, piling fermentation and drying, from the tender shoots or mature new shoots of varieties of the species Camellia sinensis (L.) O. Kuntze, known to be suitable for making tea for consumption as a beverage

（試訳）Camellia sinensis (L.) O. Kuntze—飲料として消費される茶を作るのに適していることが知られている—の変種の柔らかい苗条ないし成熟した新しい苗条から容認できる工程、とりわけ酵素の不活性化、揉捻、渥堆、および乾燥を行う事によって唯一かつ排他的に得られ、製造された茶（茶の定義は3.2章を参照）。—3.12 black tea, 3 Terms and definitions, ISO 20715:2023 Tea — Classification of tea types

## 特徴
黒茶の茶葉色は褐色から黒色で、水色は紅茶や烏龍茶に似た濃いオレンジや濃い赤色が多い。中には緑茶に近い水色の方包茶や、抽出するとコロナ状のリングが現れる花巻茶などもある。黒茶の香りは「陳香（ツンシャン）」（熟成した香り）と呼ばれ、その独特な香気は堆積工程で作り出される。茯磚茶の製造には圧製後に「菌花香」と呼ばれる香気を発するカビを加える「発花」と呼ばれる工程がある。
黒茶の味の特徴として、発酵の過程で生じる微生物の代謝によって苦味成分のポリフェノール、旨味成分のアミノ酸が減少し、可溶性糖類が増加することから、他の茶に比べて渋みの少ないまろやかな味となっている。
一般に茶は、若芽が多く新鮮なほど評価が高く、時間の経過とともにその価値が落ちると考えられるが、発酵茶である黒茶は他の茶と異なり成熟したチャノキの葉を使い、枝ごと切り取って製造するものもある。また、熟成が進むとともに苦味や渋味が消え風味が豊かになることから、製造から時間が経ったものほど価値が高い。

## 分類・産地
一般に茶（中国茶）は製法の違いにより青茶・緑茶・白茶・黄茶・黒茶・紅茶の6種類に分類される。この内、微生物による発酵を行うものは黒茶のみである(烏龍茶、紅茶は「酵素による酸化」のみ)。
黒茶の形状は大きく分けて、一部のプーアル茶や老青茶などに見られる茶葉そのままの形状である散茶と、茶葉を発酵させる前に圧縮して固めてある緊圧茶の2種類があり、多くの製品は緊圧茶として作られている。 
- 中国
  - 雲南省西双版納傣族自治州 普洱茶　黒茶の中でも有名で多くの種類がある。「普洱」は集散地の地名による。
  - 広西チワン族自治区六堡郷 六堡茶 高温高湿のトンネルなどで発酵。
  - 四川省 唐磚茶
  - 湖南省 茯磚茶などがある。

- タイ北部、ミャンマー北部
  - ラペソーと称する後発酵製法を経た茶を[7]、食用にしている。
  - ミエンという後発酵製法による噛み茶も作られている[8]。
- 日本でもわずかではあるが黒茶は製造されており、四国が主な生産地である。
  - 徳島県では「阿波番茶」と呼ばれた茶が黒茶であり、緑茶である番茶と全く製法が異なるため、現在では阿波晩茶と表記されるようになってきている。
  - 高知県では「碁石茶」と呼ばれる物が作られており[7]、これは文字通りに碁石状の形をしている。ただし、地元ではほとんど飲まれず、瀬戸内海の島々で作られる茶粥の材料として出荷される。希少品であり、予約生産にほぼ限られている。これは、18世紀から土佐藩の参勤交代の道が北山道に変更されたことで、土佐の大名行列が伊予国、讃岐国を通ることになり、それによって碁石茶を知った讃岐仁尾の商人が販売権を買って、瀬戸内海辺りに仁尾茶の名前で売りだしたことによる[9]。近世中期には18人の仁尾商人が碁石茶を扱うようになった。[10]。
  - 愛媛県では石鎚黒茶が作られていたが生産者が１軒だけになり、地元の生活研究グループが技術を継承し商品化したものが天狗黒茶である。
  - 富山県朝日町では、福井県から製法が伝わったバタバタ茶が作られ、富山県北部～新潟県糸魚川地方で飲まれている。福井県ではもう生産されていない。

## 製造工程
黒茶は、次の製造工程を踏まえ生産される。
1. 殺青 茶葉を加熱する。茶葉に含まれる酵素の働きを止め、酸化を抑制する。
2. 初揉 揉捻。茶葉を揉む。茶葉の組織細胞を壊し、茶の成分浸出を良くする。
3. 堆積 茶葉を積み重ね、発酵させる。黒茶の風味を引き出す。
4. 復揉 揉捻。茶葉を再び揉む。
5. 乾燥 乾燥させる。保存性を高め、香りを良くする。

黒茶の種類や形状によって初揉後の手順が入れ替わる。散茶の場合、例えば六堡茶や湖南黒毛茶などの場合3→4→5だが、倣庄茶や老青茶などは5→4→3→5、プーアル散茶は5→3→5を行った後に篩い分けの工程が入る。緊圧茶の場合、荒茶となる黒毛茶を等級によってブレンドと選別を行い、蒸して柔らかくした後に加圧整形する。

## 消費地
産地周辺で消費される以外に、雲南省のプーアル茶は香港やマカオで好まれ、以前から出荷されているほか、近年は韓国などの外国でも近年消費が伸びている。湖南省の茯茶は、新疆ウイグル自治区、内モンゴル自治区、甘粛省などの少数民族のビタミン補給のための生活必需品として消費されているが、近年は日本にも輸入されるようになっている。